# Infanta (Pangasinan)
Infanta (Bayan ng Infanta) är en kommun i Filippinerna. Kommunen ligger på ön Luzon, och tillhör provinsen Pangasinan. Folkmängden uppgår till 20 632 invånare.
Infanta är indelat i 13 barangayer.